# The Bones of What You Believe
| Recensione    | Giudizio |
| ------------- | -------- |
| AllMusic      |          |
| NME           |          |
| Rolling Stone |          |
| Spin          |          |

The Bones of What You Believe è il primo album in studio del gruppo musicale scozzese Chvrches, pubblicato nel settembre 2013.
Il 20 ottobre 2023 viene pubblicata "10 Year Anniversary Special Edition", contenente quattro tracce inedite e cinque tracce dal vivo.

## Tracce
Testi e musiche di Lauren Mayberry, Iain Cook e Martin Doherty.
1. The Mother We Share – 3:12
2. We Sink – 3:34
3. Gun – 3:53
4. Tether – 4:46
5. Lies – 3:41
6. Under the Tide – 4:32
7. Recover – 3:45
8. Night Sky – 3:51
9. Science/Visions – 3:58
10. Lungs – 3:02
11. By the Throat – 4:09
12. You Caught the Light – 5:37

Tracce bonus nell'edizione limitata tedesca
1. Strong Hand – 3:26
2. The Mother We Share (Errors RMX) – 3:17

Tracce bonus nell'edizione speciale iTunes Store
1. Strong Hand – 3:26
2. Broken Bones – 3:44
3. Gun (KDA Remix) – 6:15
4. The Mother We Share (We Were Promised Jetpacks Remix) – 5:58
5. Recover (live at Village Underground) (video) – 4:02
6. Lies (live at Village Underground) (video) – 3:59

Tracce bonus nell'edizione giapponese
1. Strong Hand – 3:26
2. Broken Bones – 3:44
3. Gun (KDA Remix) – 6:15
4. The Mother We Share (We Were Promised Jetpacks Remix) – 5:58
5. The Mother We Share (Blood Diamonds Remix) – 3:56
6. The Mother We Share (Kowton's Feeling Fragile Remix) – 5:01

Tracce bonus nell'edizione deluxe Target
1. Recover (Alucard Session) – 4:11
2. The Mother We Share (Alucard Session) – 3:17
3. Gun (Alucard Session) – 4:24
4. Tightrope – 3:28 (Janelle Monáe Robinson, NCharles Joseph II, Antwan Patton)

CD bonus nell'edizione deluxe asiatica
1. Strong Hand – 3:26
2. Broken Bones – 3:44
3. ZVVL – 3:12
4. Now Is Not the Time – 3:45
5. Recover (Alucard Session) – 4:12
6. The Mother We Share (Alucard Session) – 3:18
7. Gun (Alucard Session) – 4:25
8. Tightrope (Alucard Session) – 3:30
9. Recover (Cid Rim Remix) – 5:48
10. It's Not Right but It's Okay – 3:46 (Rodney Jerkins, Fred Jerkins III, LaShawn Daniels, Isaac Phillips, Toni Estes)
11. Recover (Claire Remix) – 4:13
12. Lies (Tourist Remix) – 6:32
13. Recover (Kingdom Remix) – 3:20
14. Tether (Junior Sanchez Remix) – 6:23
15. Gun (KDA Remix) – 6:16
16. The Mother We Share (Blood Diamonds Remix) – 3:57
17. Recover (KDA Remix) – 6:17
18. Under the Tide (radio version) – 4:33

Tracce bonus nella 10 Year Anniversary Special Edition
1. Manhattan – 5:19
2. White Summer – 4:20
3. Talking in My Sleep – 4:32
4. City on Fire – 4:38
5. We Sink (Live at Ancienne Belgique) – 3:49
6. Now Is Not the Time (Live at Ancienne Belgique) – 4:06
7. Lies (Live at Ancienne Belgique) – 4:02
8. Strong Hand (Live at Ancienne Belgique) – 3:44
9. By the Throat (Live at Ancienne Belgique) – 4:32

## Formazione
Chvrches
- Lauren Mayberry – voce, sintetizzatore, campionatore
- Iain Cook – sintetizzatore, tastiera, chitarra, basso, voce secondaria
- Martin Doherty – sintetizzatore, campionatore, tastiera, voce secondaria; voce in Under the Tide e in You Caught the Light

Altri musicisti
- Martin Cooke – Pro Tools (tranne in Tether e By the Throat)
- Chris Kasych – Pro Tools (tranne in Tether e By the Throat)
- Jonny Scott – batteria in Gun e Night Sky

Produzione
- Chvrches – produzione; missaggio in Tether e By the Throat
- Rich Costey – missaggio (tranne in Tether e By the Throat)
- Bo Hill – assistenza al missaggio (tranne in Tether e By the Throat)
- Eric Isip – assistenza al missaggio (tranne in Tether e By the Throat)
- Bob Ludwig – mastering

## Classifiche
| Classifica (2013)         | Posizione massima |
| ------------------------- | ----------------- |
| Australia                 | 13                |
| Austria                   | 18                |
| Belgio (Fiandre)          | 37                |
| Belgio (Vallonia)         | 70                |
| Canada                    | 19                |
| Germania                  | 22                |
| Giappone                  | 59                |
| Irlanda                   | 12                |
| Norvegia                  | 28                |
| Nuova Zelanda             | 35                |
| Paesi Bassi               | 68                |
| Regno Unito               | 9                 |
| Scozia                    | 5                 |
| Stati Uniti               | 12                |
| Stati Uniti (digital)     | 6                 |
| Stati Uniti (independent) | 1                 |
| Stati Uniti (alternative) | 3                 |
| Stati Uniti (rock)        | 5                 |
| Svizzera                  | 55                |

## Date di pubblicazione
| Paese            | Data              | Edizione                  | Etichetta                       |
| ---------------- | ----------------- | ------------------------- | ------------------------------- |
| Australia        | 20 settembre 2013 | CD, download digitale     | Liberation Music                |
| Germania         | 20 settembre 2013 | CD, LP, download digitale | Vertigo Records                 |
| Irlanda          | 20 settembre 2013 | CD, download digitale     | Virgin Records, Goodbye Records |
| Francia          | 23 settembre 2013 | Download digitale         | Mercury Records                 |
| Regno Unito      | 23 settembre 2013 | CD, LP, download digitale | Virgin Records, Goodbye Records |
| Europa           | 23 settembre 2013 | CD, download digitale     | Universal Records               |
| America del Nord | 24 settembre 2013 | CD, LP, download digitale | Glassnote Records               |
| Giappone         | 25 settembre 2013 | CD                        | Hostess Entertainment           |